# 1-chloor-3,4-dinitrobenzeen
1-chloor-3,4-dinitrobenzeen is een aromatische organische verbinding met als brutoformule C6H3ClN2O4. De stof komt voor als gele kristallen, die bijna onoplosbaar is in water.

## Toxicologie en veiligheid
De stof ontleedt bij verhitting met vorming van giftige en corrosieve dampen. Ze reageert met sterke oxidatiemiddelen en sterke basen.
1-chloor-3,4-dinitrobenzeen is corrosief voor de ogen, de huid en de luchtwegen. De stof kan effecten hebben op het centraal zenuwstelsel, het hart- en bloedvatstelsel en het bloed, met als gevolg de vorming van methemoglobine.